# Decapitated
Decapitated je poljski death metal-sastav, osnovan 1996. u Krosnom. Do danas je objavio sedam studijskih albuma, posljednji Anticult 2017. godine. Godine 2007. članovi grupe doživjeli su tešku prometnu nesreću u kojoj je poginuo bubnjar Witold "Vitek" Kiełtyka, a pjevač Adrian "Covan" Kowanek je završio u komi. Nakon dvogodišnje stanke skupina je odlučila nastaviti s radom te je 2010. s novom postavom krenula na turneju po Europi, SAD-u i Australiji.
Decapitated se smatra jednim od najcjenjenijih europskih tehničkih death metal sastava, posebice zbog toga što su u vrijeme izdavanja svojeg prvog studijskog albuma najstariji članovi imali svega 18 godina.

## Povijest sastava
Sastav su 1996. godine osnovali gitarist Wacław "Vogg" Kiełtyka te bubnjar i njegov mlađi brat Witold "Vitek" Kiełtyka, koji je tada imao samo 12 godina. Godinu dana kasnije pridružili su im se pjevač Wojciech "Sauron" Wąsowicz i basist Marcin "Martin" Rygiel. Sastav je 1997. godine objavio svoj prvi demouradak Cemeterial Gardens te godinu dana poslije i svoj drugi pod imenom The Eye of Horus; te su im dvije demosnimke omogućile potpisivanje ugovora s diskografskom kućom Earache Records. Godine 2000. grupa objavljuje svoj prvi studijski album Winds of Creation kojeg je producirao Piotr Wiwczarek iz sastava Vader. Album je dobio mnoge pozitivne kritike, kao i njihov idući Nihility iz 2002. kojeg su članovi sastava producirali u suradnji s braćom Wiesławski. Nakon toga sastav nastupa na poljskom izdanju Ozzfesta te kreće na turneju po Sjevernoj Americi i Europi. Treći studijski album, The Negation, koji je bio objavljen 2004. bio je ujedno i njihov posljednji s pjevačem Wąsowiczom, koji je zbog zdravstvenih razloga napustio sastav. Za njegovu zamjenu odabran je Adrian "Covan" Kowanek, bivši pjevač Atrophia Red Suna. Sastav je svoj četvrti studijski album Organic Hallucinosis objavio 2006. godine te je krenuo na turneju s američkim sastavima Suffocation, Six Feet Under, Fear Factory i drugima.
Dana 28. listopada 2007., članovi su blizu granice između Rusije i Bjelorusije doživjeli prometnu nesreću u kojoj su teško bili ozljeđeni Vitek i Covan. Covan je pao u komu, a Vitek je od posljedica nesreće preminuo 2. studenog 2007. u dobi od 23 godine. Nakon dvogodišnje stanke, Vitekov brat Vogg je odlučio ponovo okupiti sastav s novim bubnjarom i novim pjevačem pošto je Covanov oporavak sporo tekao. Tako novi članovi postaju austrijski bubnjar Kerim "Krimh" Lechner, pjevač Rafał Piotrowski i basist Filip "Heinrich" Hałucha. Nakon turneje po Europi, Sjevernoj Americi i Australiji, u srpnju 2011. godine sastav je objavio svoj prvi studijski album s novom postavom, nazvan Carnival Is Forever. Tri godine kasnije objavljuju i zasada posljednji Blood Mantra te su snimili spotove za pjesme "Instinct" i "Veins".

## Stil i ostavština
Sastav je postao poznat po svojim tekstovima te izuzetnom tehničkom umijeću, unatoč veoma mladoj dobi njegovih članova. Karakteristike njihovih albuma Nihility i The Negation opisane su kao "moćno blastbeat bubnjanje, disonantni ali pamtljivi gitaristički rifovi i inventivne gitarske solaže", s vrlo visokom kvalitetom produkcije, dok je Sauron opisan kao "najsposobniji pjevač na sceni". Na albumu Organic Hallucionsis sastav se usredotočio na netradicionalne osobine death metala sa složenijim tekstovima, više "groovea" te raznovrsnijim Covanovim vokalima.
Decapitatedova izdanja smatraju se jednim od najznačajnijih death metal albuma 21. stoljeća, a Winds of Creation "odgovornim za ponovno pokretanje stagnirajuće death metal scene". Thomas Hakke, bubnjar švedskog sastava Meshuggah, povodom Vitekove smrti izjavio je: "Metal zajednica izgubila je jednog od najtalentiranijih i najvještijih bubnjara našeg doba. Vitek je bio pravi talent i bubnjarski genij.

## Članovi sastava
| Trenutačna postava - Wacław "Vogg" Kiełtyka — gitara (1996. - danas) - Rafał Piotrowski — vokali (2009. - danas) - Michał "Młody" Łysejko — bubnjevi (2014. - danas) - Hubert Więcek — bas-gitara (2016. - danas) Bivši članovi - Witold "Vitek" Kiełtyka — bubnjevi (1996. – 2007.) - Marcin "Martin" Rygiel — bas-gitara (1996. – 2007.) - Wojciech "Sauron" Wąsowicz — vokali (1996. – 2005.) - Adrian "Covan" Kowanek — vokali (2005. – 2007.) - Filip "Heinrich" Hałucha — bas-gitara (2009. – 2011.) - Kerim "Krimh" Lechner — bubnjevi (2009. – 2012.) - Paweł Pasek — bas-gitara (2012. – 2016.) |  | Bivši koncertni članovi - Jacek Hiro — gitara (2000. – 2004.) - Richard Gulczynski — bas-gitara (2006.) - Konrad Rossa — bas-gitara (2011. – 2012.) - Paweł "Paul" Jaroszewicz — bubnjevi (2012. – 2013.) - Kevin Foley — bubnjevi (2013.) - Hubert Więcek — bas-gitara (2016.) - Sean Martinez — bas-gitara (2016.) |

## Diskografija
Studijski albumi
- Winds of Creation (2000.)
- Nihility (2002.)
- The Negation (2004.)
- Organic Hallucinosis (2006.)
- Carnival Is Forever (2011.)
- Blood Mantra (2014.)
- Anticult (2017.)
- Cancer Culture (2022.)

## Vanjske poveznice
- Službena stranica